# Río Turbio (Corcovado)
El río Turbio es un curso natural de agua en la Región de Los Lagos que nace en un ventisquero del cerro Veli y desemboca en el río Corcovado.

## Trayecto
El turbio tiene su origen en una lengua de un glaciar en la ladera norte del cerro Veli y desemboca, después de un trayecto de 10 kilómetros con dirección general norte, en el río emisario de la cuenca.: 505 